# Gondelsheim
Gondelsheim – miejscowość i gmina w Niemczech, w kraju związkowym Badenia-Wirtembergia, w rejencji Karlsruhe, w regionie Mittlerer Oberrhein, w powiecie Karlsruhe, wchodzi w skład wspólnoty administracyjnej Bretten. Leży w Kraichgau, nad rzeką Saalbach, ok. 20 km na północny wschód od Karlsruhe, przy drodze krajowej B35 i linii kolejowej Bruchsal – Mühlacker.